# Takanori Maeno
Takanori Maeno (japanisch 前野 貴徳 Maeno Takanori; * 14. April 1988 in Matsuyama) ist ein ehemaliger japanischer Fußballspieler.

## Karriere
Maeno erlernte das Fußballspielen in der Jugendmannschaft von Ehime FC und der Universitätsmannschaft der Ritsumeikan-Universität. Seinen ersten Vertrag unterschrieb er 2011 beim Ehime FC. Der Verein spielte in der zweithöchsten Liga des Landes, der J2 League. Für den Verein absolvierte er 74 Ligaspiele. 2013 wechselte er zum Erstligisten Kashima Antlers. Für die Antlers absolvierte er 22 Erstligaspiele. 2015 wechselte er nach Niigata zum Ligakonkurrenten Albirex Niigata. Für den Klub absolvierte er 24 Erstligaspiele. 2018 kehrte er zum Zweitligisten Ehime FC zurück. 2021 belegte er mit Ehime den 20. Tabellenplatz und stieg in die dritte Liga ab. Am Ende der Saison 2023 feierte er mit Ehime die Drittligameisterschaft und den Aufstieg in die zweite Liga. Nach insgesamt 152 Ligaspielen für Ehime beendete er nach der Saison 2024 seine Karriere als Fußballspieler.

## Erfolge
Ehime FC
- Japanischer Drittligameister: 2023  ▲